# Noni Gal
Noni Gal (llatí: Nonius Gallus) era un general romà. Vivia en temps d'August i va prendre part a les operacions a Germània, on va derrotar els trèvers i altres pobles germànics l'any 29 aC, segons Dió Cassi.
Probablement ja havia combatut anteriorment sota bandera de Pompeu contra Juli Cèsar i seria el mateix Noni que menciona Plutarc quan parla de la guerra civil del 49-48 aC.